# 下角南路
下角南路是中国广东省惠州市的一条主干道路，全长930米，宽34米。道路以永福寺旧址为界，以北路段于1921年5月通车，以南路段则于1992年12月通车。该道路同时也是惠州市西部快速通道及惠州民间认为的“二环路”的组成部分。

## 概述及沿革
下角南路是惠州市惠城区的一条主干道路，北起江菱路，并于下角中路及下角东路交汇，南至鳄湖路。道路全长930米，宽34米，其中车行道宽25米，两侧均布置了4.5米宽的人行道。
该道路从丰山永福寺旧址至下角东路一段曾是广汕公路的一部分，于1921年5月随惠平公路（广汕公路惠平段）惠州至马安段建成通车。1981年8月22日，广汕公路配合东江大桥通车进行改线，下角南路便不再是广汕公路的组成部分。1989年，以上路段被改建为水泥混凝土路，并命名为下角南路。1991年，配合鳄湖整治，惠州市公路部门从永福寺旧址起，沿丰山、紫薇山脚向南开辟新路至下角新村，并于1992年12月完工，成为下角南路的南段。该路段近鳄湖路部分装有望湖扶栏。
1992年8月，道路两边种有高山榕148株。1998-1999年间，道路两边有100棵大叶榕被迁移，改种大红花4425株。2008年，惠州市园林局再在该道路两边改种芒果树。
2008年9月2日，随惠州市西部快速通道全线贯通，下角南路亦正式成为其组成部分。

## 沿途信息

### 主要交汇道路
- 江菱路、下角中路、下角东路
- 慈云路、菱湖路
- 眉山路
- 丰山路、鳄湖路

### 主要建筑及设施
- 丰渚园
- 丰山公园、东江人民革命烈士纪念碑

### 行经公共交通
| 公交站名           | 行经路线                                                            | 备注 |
| ------------------ | ------------------------------------------------------------------- | ---- |
| 丰渚园（市中医院） | 惠州西湖接驳专线、L1A、K2、11、17、29、36、202、208、235、369、369B |      |
| 植物园路口         | 惠州西湖接驳专线、L1A、K2、11、17、29、36、202、208、235、369、369B |      |